# Semen Suchilov
Semen Andreïevitch Suchilov (en russe : Семён Андреевич Сучилов), né le 26 octobre 1992 à Kirovsky, est un biathlète russe.

## Carrière
En 2015, il remporte ses premiers titres de champion de Russie en super-sprint et relais.
Il fait ses débuts internationaux seulement chez les séniors dans l'IBU Cup lors de la saison 2015-2016, où son meilleur résultat est quatrième. Lors de l'hiver suivant, il gagne sa première manche en relais mixte et en 2020 sa première manche individuelle au sprint d'Osrblie.
Il obtient see plus grands succès à l'Universiade d'hiver de 2017 à Almaty, où il gagne quatre médailles dont deux en or (sprint et relais mixte).
Il reçoit sa première sélection dans la Coupe du monde en janvier 2019 à Oberhof et marque ses premiers points en fin d'année 2020 à Kontiolahti, avec une 35e place.

## Palmarès

### Coupe du monde
- Meilleur résultat individuel : 35e.

### Universiades
- Almaty 2017 :
  -  Médaille d'or du sprint et du relais mixte.
  -  Médaille d'argent à l'individuel et la poursuite.

### IBU Cup
- 1 victoire individuelle.
- 3 victoires en relais mixte.